# Soulèvement Chenaux
Le soulèvement Chenaux, ou la révolution Chenaux, est une tentative de renversement du pouvoir de 1781 dans le canton de Fribourg, en Suisse. Son nom vient de l'un de ses initiateur, Pierre-Nicolas Chenaux. Le canton de Berne est venu en aide lorsque la ville de Fribourg fut prise par les révoltés. La répression fut dure dans un premier temps puis les patriciens Bernois ont conseillé un adoucissement.
Le rôle de Pierre-Nicolas Chenaux a fait l'objet de plusieurs interprétations. Au XIXe siècle, les libéraux-radicaux transfigurent le personnage en défenseur des libertés modernes. À Fribourg, le Dr Bechtold (1769-1869) signe, en qualité de Chancelier du Gouvernement de Fribourg, le décret du 4 juillet 1848 "réhabilitant la mémoire des victimes de 1781" L'historien Hans Peter Brügger présente Chenaux comme un chef paysan. Pour l'historien Serge Kurschat, l'image dominante est aujourd'hui celle d'un Chenaux incarnation d'une conscience régionale. L'insurrection  a été pour lui un mouvement traditionaliste conduit par des chefs progressistes.